# Annette Haven
Annette Haven (Las Vegas, Nevada; 1 de desembre de 1954), també coneguda com a Annette Robinson és una ex-actriu pornogràfica estatunidenca en les dècades de 1970 i 1980 i una de les primeres superestrelles de la indústria cinematogràfica per a adults.

## Carrera
Criada en una família de mormons, abans de ser tot un succés en el porno va treballar com a ajudant d'infermera. Haven va afirmar més tard que part de la seva raó per entrar era que volia demostrar que "el sexe no és pecaminós" i que podia ser plaent. Quan tenia 17 anys, es va casar amb el seu xicot, però es van divorciar dos anys més tard. Després de la dissolució del seu matrimoni, Haven es va traslladar a San Francisco, on va començar a ballar en espectacles eròtics, i finalment va treballar com a stripper. Mentre treballava en un dels clubs de striptease, va conèixer l'estrella porno Bonnie Holiday i es va mudar amb ella i el xicot de Holiday.
Va ser introduïda a la indústria del sexe a través d'un paper en una pel·lícula d'Alex de Renzy anomenada Lady Freaks el 1973 amb Holiday. Annette Haven va participar en unes 100 pel·lícules pornogràfiques, com Desires Within Young Girls (1977), Barbara Broadcast (1977), A Coming of Angels (1977), Obsessed (1977), Sex World (1977), Dracula Sucks (aka Lust At First Bite) (1978), Maraschino Cherry (1978), i The Grafenberg Spot (1985).
No he tingut cap paper cameo principal a la pel·lícula de Blake Edwards 10, la dona perfecta com l'actriu porno que viu dalt del turó. Posteriorment, es va considerar que interpretaria el paper femení principal a Doble cos, però finalment se li va donar a Melanie Griffith, qui, segons el director Brian De Palma, va aconseguir el paper perquè va donar una millor prova dramàtica de pantalla que Haven. Després es va convertir en una de les assessores del director de la pel·lícula i com a entrenadora de Griffith. Abans de rodar Doble cos De Palma va comentar, ""Ja estic pensant en el càsting. No sé si hi ha bones estrelles porno joves aquí fora, però les més grans —Annette Haven, Seka—algunes d'elles realment poden actuar. I Annette Haven té un cos fantàstic.""
Haven és membre dels AVN i dels XRCO Halls of Fame. Es va retirar dels films per a adults a la fi dels anys 1980; no obstant això, va reaparèixer a mitjan anys 1990 per a protagonitzar un parell de vídeos de caràcter fetitxistes amb el seu coestrella dels 70 Jamie Gillis i la dominatrix Kim Wylde.

## Filmografia
- Easy Alice (1976)
- The Autobiography of a Flea (1976)
- One of a Kind (1976)
- Overnight Sensation (1976)
- Spirit of Seventy Sex (1976)
- Tapestry of Passion (1976)
- Tell Them Johnny Wadd is Here (1976)
- Thunderbuns (1976)
- Her Last Fling (1976)
- Barbara Broadcast (1977)
- A Coming of Angels (1977)
- Le dolci intimità di Annette (1977)
- Fantastic Orgy (1977)
- Jungle Blue (1977)
- Obsessed (1977)
- Reflections (1977)
- Sex World (1977)
- Soft Places (1977)
- Teenage Sex Therapist (1977)
- Ultimate Pleasure (1977)
- V the Hot One (1977)
- Visions of Clair (1977)
- Lust at First Bite (1978)
- Brivido erotico (1978)
- Sheer Panties (1978)
- Take off - e ora spogliati (1978)
- Black Silk Stockings (1979)
- Cave Women (1979)
- Deep Rub (1979)
- Female Athletes (1979)
- For the Love of Pleasure (1979)
- Love You (1979)
- That's Erotic (1979)
- That's Porno (1979)
- Blonde (1980)
- Coed Fever (1980)
- F (1980)
- High School Memories (1980)
- Ladies Night (1980)
- Limited Edition 1 (1980)
- Limited Edition 11 (1980)
- Mykonos ou le pays gay (1980)
- Oralità di una moglie (1980)
- 8 to 4 (1981)
- Between the Sheets (1981)
- Charli (1981)
- Peaches and Cream (1981)
- Seven Seductions of Mme. Lau (1981)
- Skintight (1981)
- Sound of Love (1981)
- Swedish Erotica 22 (1981)
- Swedish Erotica 5 (1981)
- World of Henry Paris (1981)
- Folli notti di piacere (1982)
- All About Annette (1982)
- Brief Affair (1982)
- Center Spread Girls (1982)
- Erotica Collection 12 (1982)
- Girl From S.E.X. (1982)
- Memphis Cathouse Blues (1982)
- Peep Shows 7 (1982)
- Summer of '72 (1982)
- Teenager in Love (1982)
- Bodies in Heat 1 (1983)
- Erotic Fantasies 2 (1983)
- Hot Pursuit (1983)
- Marilyn Chambers' Private Fantasies 1 (1983)
- Public Affairs (1983)
- San Francisco Original 200 1 (1983)
- Sexloose (1983)
- Super Sex (1983)
- Swedish Erotica 45 (1983)
- Swedish Erotica 46 (1983)
- Swedish Erotica Superstars Featuring Bridgette Monet (1983)
- Wine Me, Dine Me, 69 Me (1983)
- Bizarre Thunder (1984)
- Blue Ribbon Blue (1984)
- Critic's Choice 1 (1984)
- Eighth Erotic Film Festifal (1984)
- Erotic Fantasies: Women With Women (1984)
- Hot Girls in Love (1984)
- Sexsations (1984)
- Adult 45 1 (1985)
- Coming of Angels 2 (1985)
- Erotic Gold (1985)
- Erotic Gold 2 (1985)
- First Annual XRCO Adult Film Awards (1985)
- Grafenberg Spot (1985)
- Tower of Power (1985)
- With Love Annette (1985)
- Bigger the Better (1986)
- Charm School (1986)
- Classic Swedish Erotica 6 (1986)
- Good to the Last Drop (1986)
- Great Sex Scenes 1 (1986)
- Only the Best 1 (1986)
- Passion Within (1986)
- Sex Game (1986)
- With Love Lisa (1986)
- Huntress (1987)
- Legends of Porn 1 (1987)
- Love Scenes for Loving Couples (1987)
- Private Thighs (1987)
- Best of Annette Haven (1988)
- Good to the Last Drop (1986)
- Great Sex Scenes 1 (1986)
- Only the Best 1 (1986)
- Passion Within (1986)
- Sex Game (1986)
- With Love Lisa (1986)
- Huntress (1987)
- Legends of Porn 1 (1987)
- Love Scenes for Loving Couples (1987)
- Private Thighs (1987)
- Best of Annette Haven (1988)
- Blue Vanities 42 (1988)
- Blue Vanities 46 (1988)
- Blue Vanities 64 (1988)
- Girls Who Dig Girls 5 (1988)
- Girls Who Dig Girls 8 (1988)
- Honky Tonk Angels (1988)
- Nicole Stanton Story 1 (1988)
- Talk Dirty to Me 6 (1988)
- Bodies in Heat 2 (1989)
- Edge of Heat 6 (1989)
- Eine verdammt heisse Braut 2 (1989)
- Fucking Hitchhikers (1989)
- Legends of Porn 2 (1989)
- Sheer Haven (1989)
- Best of Talk Dirty 1 (1992)
- True Legends of Adult Cinema: The Golden Age (1992)
- Blue Vanities 192 (1993)
- Fetish Fever (1993)
- Only the Very Best on Film (1993)
- Swedish Erotica Hard 16 (1993)
- Swedish Erotica Hard 26 (1993)
- True Legends of Adult Cinema: The Cult Superstars (1993)
- Kym Wilde's On The Edge 13 (1994)
- Kym Wilde's On The Edge 23 (1995)
- Blue Vanities S-614 (1996)
- Kym Wilde's On The Edge 30 (1996)
- Blue Vanities S-589 (1997)
- Girls Who Were Porn's First Superstars (1999)
- Top 25 Adult Stars Of All Time (1999)
- Wadd: The Life and Times of John C. Holmes (2001)
- Porn Star Is Born (2003)
- Swedish Erotica 4Hr 10 (2003)
- Swedish Erotica 4Hr 2 (2003)
- Swedish Erotica 4Hr 5 (2003)
- Swedish Erotica 4Hr 7 (2003)
- Best of Amber Lynn (2005)
- Chris Cassidy Collection (2005)
- Lust (2005)
- Oriental Temptations (new) (2005)
- Very Best of Dorothy LeMay (2006)
- Lysa Thatcher: the Teenage Years (2007)
- Retro Pussy (2007)
- Linda Wong Collection (2008)
- Battle of the Superstars: Annette Haven vs. Bridgette Monet (2009)
- Old Skool Bush Bonanza (2012)
- Retro Knob Slobbers On The Loose (2012)
- Erotic Adventures of Annette Haven
- Oral Delights

## Premis
- AVN Hall of Fame[8]
- XRCO Hall of Fame[7]